# Charles Lewis
Charles Lewis (nascido em 14 de noevmbro de 1968) é um ex-ciclista belizenho.

## Olimpíadas
Competiu pelo Belize no ciclismo de estrada dos Jogos Olímpicos de Verão de 1988.